# 49. pěší divize (Wehrmacht)
49. pěší divize (německy 49. Infanterie-Division) byla pěší divize německé armády (Wehrmacht) za druhé světové války.

## Historie
Divize byla vytvořena 1. února 1944 v Buloni ze 191. rezervní divize. V srpnu 1944 byla divize nasazena v prostoru Paříže proti Spojencům. Po těžkých ztrátách se divize stáhla do Německa k Cáchám, kde byla u města Würselen opět nasazena proti spojeneckým jednotkám. Zde byla divize téměř úplně zničena. Dne 5. prosince 1944 byla divize zrušena a její zbytky byly začleněny do 246. pěší divize.

## Velitelé
| Datum        | Hodnost        | Jméno             |
| ------------ | -------------- | ----------------- |
| 1. únor 1944 | generálporučík | Siegfried Macholz |

## Členění
| Členění 49. pěší divize roku 1944 |
| --------------------------------- |
| Grenadier-Regiment 148            |
| Grenadier-Regiment 149            |
| Grenadier-Regiment 150            |
| Füsilier-Bataillon 149            |
| Artillerie-Regiment 149           |
| Divisionseinheiten 149            |

## Podřízení
| Datum         | Armádní sbor  | Armáda     | Skupina armád | Místo |
| únor 1944     | LXXXII.       | 15.        | D             | Buloň |
| květen 1944   | LXXXII.       | 15.        | B             | Buloň |
| srpen 1944    | XXXXI.        | 5. tanková | B             | Paříž |
| září 1944     | XXXXI.        | 7.         | B             | Cáchy |
| říjen 1944    | I. tankový SS | 7.         | B             | Cáchy |
| listopad 1944 | LXXXXII.      | 1.         | G             | Mety  |
| prosinec 1944 | neznámý       |            |               |       |